# Nord Pool
Le Nord Pool Spot est une bourse gérant le plus grand marché d'énergie électrique d'Europe mesuré en volume échangé (995 TWh en 2020) et en part de marché.  

## Présentation
Il fonctionne en Norvège, Danemark, Suède , Finlande, Estonie, Lettonie, Lituanie, Allemagne et en Grande-Bretagne. 
Plus de 80 % de la consommation électrique du  marché d'énergie nordique et baltique sont échangés à travers le Nord Pool Spot.
Le Nord Pool Spot a son siège à Lysaker pres d'Oslo et d'autres bureaux à Stockholm, Helsinki, Tallinn, Berlin et Londres. 

## Actionnariat
Le Nord Pool Spot appartient aux sociétés nationales de gestion de réseau de transport Fingrid, Energinet, Statnett, Svenska Kraftnät, Elering, Litgrid et AST. 
Il possède les filiales Nord Pool AB et Nord Pool Finland Oy.
Le 5 décembre 2019 Euronext annonce sa décision d'acquérir 66% de Nord Pool,.